# Вікі Чендлер
Ві́кі Че́ндлер (англ. Vicki L. Chandler; нар. 1950) — американська науковиця, генетик, молекулярний біолог і генетик рослин, фахівчиня з парамутацій. Доктор філософії (1983), емерит-регент-професор Аризонського університету і від 2015 року декан природничих наук Школи Мінерви при КГІ, також там головний науковий керівник, перед тим — голова наукової програми фонду Гордона і Бетті Мур, член Національної АН США (2002) і Американського філософського товариства (2015).

## Життєпис
У віці 17 років вийшла заміж і народила першу дитину, а вже у 19 років мати з двох доньок. Розлучилася з чоловіком. Закінчила Каліфорнійський університет в Берклі (бакалавр біохімії). 1983 року здобула ступінь доктора філософії з біохімії в Каліфорнійському університеті в Сан-Франциско. У 1983—1985 роках — постдок з генетики Національного наукового фонду на кафедрі біології в Стенфордському університеті. Викладала в Орегонському (1985—1997) та Аризонському університетах (в останньому — від 1997 року, регент-професор від 2003 року), в останньому була директором-засновником міждисциплінарного дослідницького центру BIO5 Institute (від 2003), а нині — емерит-регент-професор. Від 2009 року — голова Наукової програми фонду Гордона і Бетті Мур. Від 2015 року фонду Гордона і Бетті Мур декан природничих наук Школи Мінерви при КГІ, також там само головний науковий керівник.
Перебувала в редколегіях Genetics, Plant Physiology, PNAS, Science.
2014 року президент Обама призначив Вікі Чандлер до Національної наукової ради (на шестирічний термін). Була президентом Американського генетичного товариства (2014) і Американського товариства ботаніків. Фелло Американської асоціації сприяння розвитку науки, член Американського товариства біохімії та молекулярної біології, Міжнародного товариства молекулярної біології рослин (International Society of Plant Molecular Biology), Товариства Розалінд Франклін (Rosalind Franklin Society). член ради НАН США (2007—2010), опікунської ради Гордонівських конференцій (1997—2003) і її екс-голова. Входить до Консультативної ради Oskar Fischer Prize.
Своїми вчителями називала Кейт Ямамото (у Каліфорнійському університеті в Сан-Франциско), Вірджинію Волбот (у Стенфордському університеті) і Ренді Шекмана (у Каліфорнійському університеті в Берклі).

## Нагороди та відзнаки
- Plant Biology Postdoctoral Fellowship, Національний науковий фонд (1983—1985)
- Президентська премія для молодих дослідників[en] (1985—1990)
- Searle Scholar Award[en] (1988—1991)
- Faculty Award for Women Scientists and Engineers, Національний науковий фонд (1991—1996)
- NIH Director’s Pioneer Award[en] (2005)
- 2007 Ed Denison Business Leader of the Year at the Arizona Governor's Celebration of Innovation[6]